# ArtLab Suriname
ArtLab Suriname, voluit Art Laboratorium Suriname, is een Surinaams artistiek collectief in Paramaribo. Het richt zich erop om de kwaliteit van  artistieke talenten in Suriname op een internationaal niveau brengen. De artistiek directeur is sinds de oprichting Maikel Austen.
Stichting ArtLab Suriname is rond 2001 ontstaan uit Marombo, een theaterproductie in Suriname van het Surinaamse Caribbean Centre en de Curaçaose Open Ateliers voor Kunstenaars.
Maikel Austen produceerde in 2002 de eerste voorstelling, getiteld Ondro bon, met daarin dans in de dogla-stijl. Hierin dansten onder meer Tanya Frijmersum, Tanuya Manichand en Jules Brewster. In 2004 voerde het in het Cultureel Centrum Suriname de dansvoorstelling Sangabanga op. Het stuk was in een speciale versie voor de jongerengroep van ArtLab gechoreografeerd door de in Tilburg werkende Marjorie Helstone.
Het stond achter de organisatie van enkele festivals. In 2008 richtte ArtLab het jaarlijks terugkerende Rainforest Kunstfestival op, waarmee het aandacht schonk aan het belang van het regenwoud. In 2016 werd het op theater gerichte Nyun Sten Festival georganiseerd. In 2018 initieerde ArtLab een theaterstuk over de vervuiling op de zangtong Braamspunt aan de monding van de Surinamerivier.
In 2012 financierde het de studiereis naar Nederland van vier hiphop-artiesten. Daarnaast geeft het zelf workshops, zoals in 2015 in breakdance. In 2020 verwierf ArtLab Suriname kennis over beeldentheater en forumtheater in het project Women in charge, via een samenwerking met de Nederlandse Stichting Formaat.
Artlab ontving meermaals subsidies, waaronder van de Amerikaanse ambassade en het Nederlandse Twinningproject.